# Aphthona weiseana
Aphthona weiseana is een keversoort uit de familie bladkevers (Chrysomelidae). De wetenschappelijke naam van de soort werd in 1998 gepubliceerd door Konstantinov.